# Swiss Open 1970
Die Swiss Open 1970 im Badminton fanden vom 14. bis zum 15. März 1970 in Lausanne statt.

## Sieger und Platzierte
| Disziplin    | Gold                                | Silber                            | Bronze                         |
| ------------ | ----------------------------------- | --------------------------------- | ------------------------------ |
| Herreneinzel | Roy Díaz González                   | Hermann Fröhlich                  | Wolfgang Landgesell            |
| Herreneinzel | Roy Díaz González                   | Hermann Fröhlich                  | Edy Andrey                     |
| Dameneinzel  | Ingrid Wieltschnig                  | June Jacques                      | Vreni Schkölzinger             |
| Dameneinzel  | Ingrid Wieltschnig                  | June Jacques                      | Josée Carrel                   |
| Herrendoppel | Hermann Fröhlich Roy Díaz González  | Rupert Liebl Erich Eikelkamp      | Kurt Achtleitner Karl Buchart  |
| Herrendoppel | Hermann Fröhlich Roy Díaz González  | Rupert Liebl Erich Eikelkamp      | Erich Linnemann Anton Sauter   |
| Damendoppel  | Ingrid Wieltschnig June Jacques     | Vreni Schkölzinger Josée Carrel   | Brigitte Geser Dubach          |
| Damendoppel  | Ingrid Wieltschnig June Jacques     | Vreni Schkölzinger Josée Carrel   | Mireille Drapel Hedwig Hurst   |
| Mixed        | Hermann Fröhlich Ingrid Wieltschnig | Heinz Honegger Vreni Schkölzinger | Anton Sauter Josée Carrel      |
| Mixed        | Hermann Fröhlich Ingrid Wieltschnig | Heinz Honegger Vreni Schkölzinger | Roger Vanmeerbeek June Jacques |

## Finalresultate
| Disziplin    | Sieger                              | Finalist                          | Ergebnis    |
| ------------ | ----------------------------------- | --------------------------------- | ----------- |
| Herreneinzel | Roy Díaz González                   | Hermann Fröhlich                  | 15–6, 15–5  |
| Dameneinzel  | Ingrid Wieltschnig                  | June Jacques                      | 11–3, 11–6  |
| Herrendoppel | Hermann Fröhlich Roy Díaz González  | Rupert Liebl Erich Eikelkamp      | 15–5, 15–10 |
| Damendoppel  | Ingrid Wieltschnig June Jacques     | Vreni Schkölzinger Josée Carrel   | 15–3, 15–3  |
| Mixed        | Hermann Fröhlich Ingrid Wieltschnig | Heinz Honegger Vreni Schkölzinger | 15–2, 15–4  |